# Thompson Usiyan
Thompson Usiyan (ur. 27 kwietnia 1956 w Effurun – zm. 31 sierpnia 2021) – nigeryjski piłkarz grający na pozycji napastnika. W swojej karierze grał w reprezentacji Nigerii.

## Kariera klubowa
W swojej karierze piłkarskiej Usiyan grał w Stanach Zjednoczonych i Kanadzie (również w piłce halowej) w takich klubach jak: Appalachian State Mountaineers, Montréal Manic, Tulsa Rougnecks, Oklahoma City Stampede, Minnesota Strikers, Los Angeles Lazers, Maryland Bays, St. Louis Storm, Hamilton Steelers, San Diego Sockers, St. Louis Ambush i San Jose Grizzlies.

## Kariera reprezentacyjna
W reprezentacji Nigerii Usiyan zadebiutował w 1976 roku. W tym samym roku powołano go do kadry na Puchar Narodów Afryki 1976. Zagrał w nim w trzech meczach: grupowych z Zairem (4:2), w którym strzelił gola, z Sudanem (1:0), w którym strzelił gola oraz w fazie finałowej z Egiptem (3:2). Z Nigerią zajął 3. miejsce w tym turnieju. W kadrze narodowej grał do 1981 roku.